# FC Vendenheim
Der Football Club Vendenheim Alsace ist ein französischer Fußballverein aus dem elsässischen Vendenheim. Er hat sich insbesondere durch seine Frauenfußballabteilung Renommee geschaffen. Die Vereinsfarbe ist Rot.

## Geschichte
Der Verein wurde 1927 gegründet. 1974 entstand die Frauenfußballabteilung, als sich die Spielerinnen des FC Schwindratzheim, der kurz zuvor die Meisterschaft im Elsass gewonnen hatte, dem FCV anschlossen. Bis Ende der 1970er Jahre blieben die Spielerinnen in der Region dominant. Seit der Einführung einer landesweiten Liga, der Division 1 Féminine (1992), spielte die Frauschaft des FC Vendenheim meist in der zweiten Spielklasse, deren Rekordmeister (drei D2F-Titel) der FCV ist. In den Saisons 2004/05, 2007 bis 2009 sowie 2011 bis 2013 waren sie allerdings in der ersten Liga vertreten.
Heutzutage tragen die Frauen ihre Heimspiele im örtlichen Stade Waldeck aus, weichen bei Begegnungen mit den führenden Teams der Division 1 aber gelegentlich auch in Strasbourgs Stade de la Meinau aus. Die Männer des Vereins sind hingegen noch nie über den regionalen Amateurligabereich hinausgekommen.

## Erfolge
- Elsassmeisterinnen: 1975, 1976, 1979, 1987

## Bekannte Spielerinnen
- Lilia Boumrar (algerische Nationalspielerin)
- Kadidia Diawara (malische Nationalspielerin)
- Marilou Duringer
- Noemie Freckhaus
- Jeanne Haag
- Laëtitia Gravier
- Stéphanie Wendlinger